# Upolu
Upolu ist neben Savaiʻi eine der beiden Hauptinseln des Unabhängigen Staates Samoa im Südpazifik. Die größte Stadt der Insel ist die Hauptstadt Apia an der Nordküste der Insel.

## Geographie

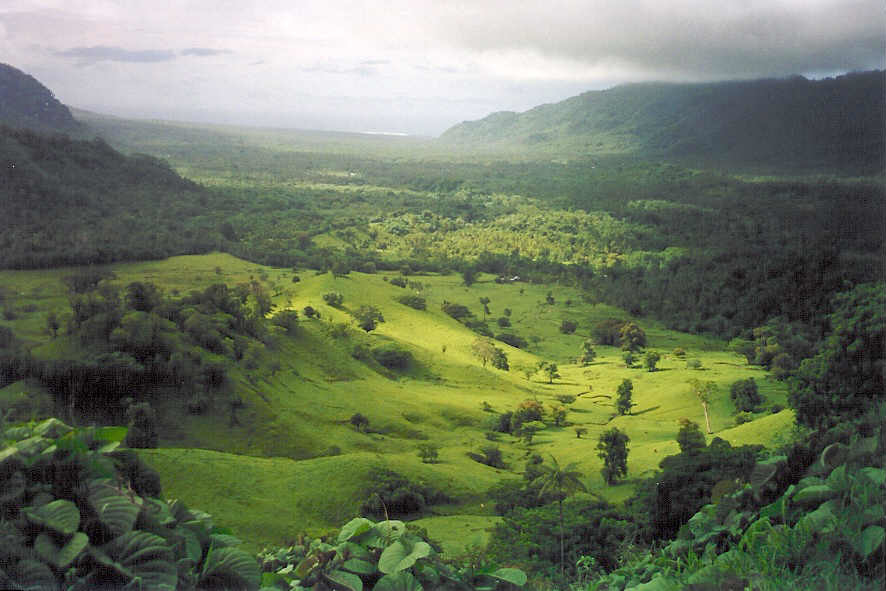
Vegetation im Inselinneren

Die Insel war früher ein großer Basalt-Vulkan, der heute vollständig bewachsen ist. Die gesamte Insel wird von einem Korallenriff umgeben. Im Osten der Insel findet sich der 56 Meter hohe Fuipisia Wasserfall. Der O Le Pupuʻe-Nationalpark auf Upolu ist einer der wenigen Nationalparks im pazifischen Raum. In ihm liegen die Gipfel des doppelkratrigen Bergs Le Puʻe und Mount Fito, mit 1113 Metern die höchste Erhebung Upolus. Der Westen Upolus besteht zum Großteil aus weißem Sand und schwarzen Felsen: Hier befindet sich auch der Return to Paradise-Strand, der nach dem gleichnamigen Film mit Gary Cooper benannt wurde. Im Südwesten der Insel finden sich ausgedehnte, geschützte Mangrovenwälder.

## Geschichte
Upolu erhielt seinen Namen der Legende nach durch die erste Frau, die auf dieser Insel lebte. Die Insel wurde 1722 von dem Holländer Jakob Roggeveen für Europa entdeckt. Er gab ihr den Namen „Groningen“ nach der niederländischen Stadt Groningen. Ende des 18. und Anfang des 19. Jahrhunderts wurde die Insel auch Ojalava oder Ojolava genannt.
Ende des 19. Jahrhunderts lebte Robert Louis Stevenson auf der Insel. Er bewirtschaftete die Vailima-Plantage bis zu seinem Tod 1894. Die Vailima-Plantage wurde als offizielle Residenz des deutschen Gouverneurs genutzt, nachdem Upolu im Jahr 1899 Teil der Kolonie Deutsch-Samoa geworden war. Während des Ersten Weltkriegs wurde die Insel von Großbritannien besetzt und später zusammen mit den anderen westlichen Samoa-Inseln an Neuseeland übergeben. Am 19. März 1927 wurde auf der Insel die zweite Unabhängigkeitsbewegung der Mau a Pule gegen die neuseeländische Fremdherrschaft gegründet.

## Bevölkerung

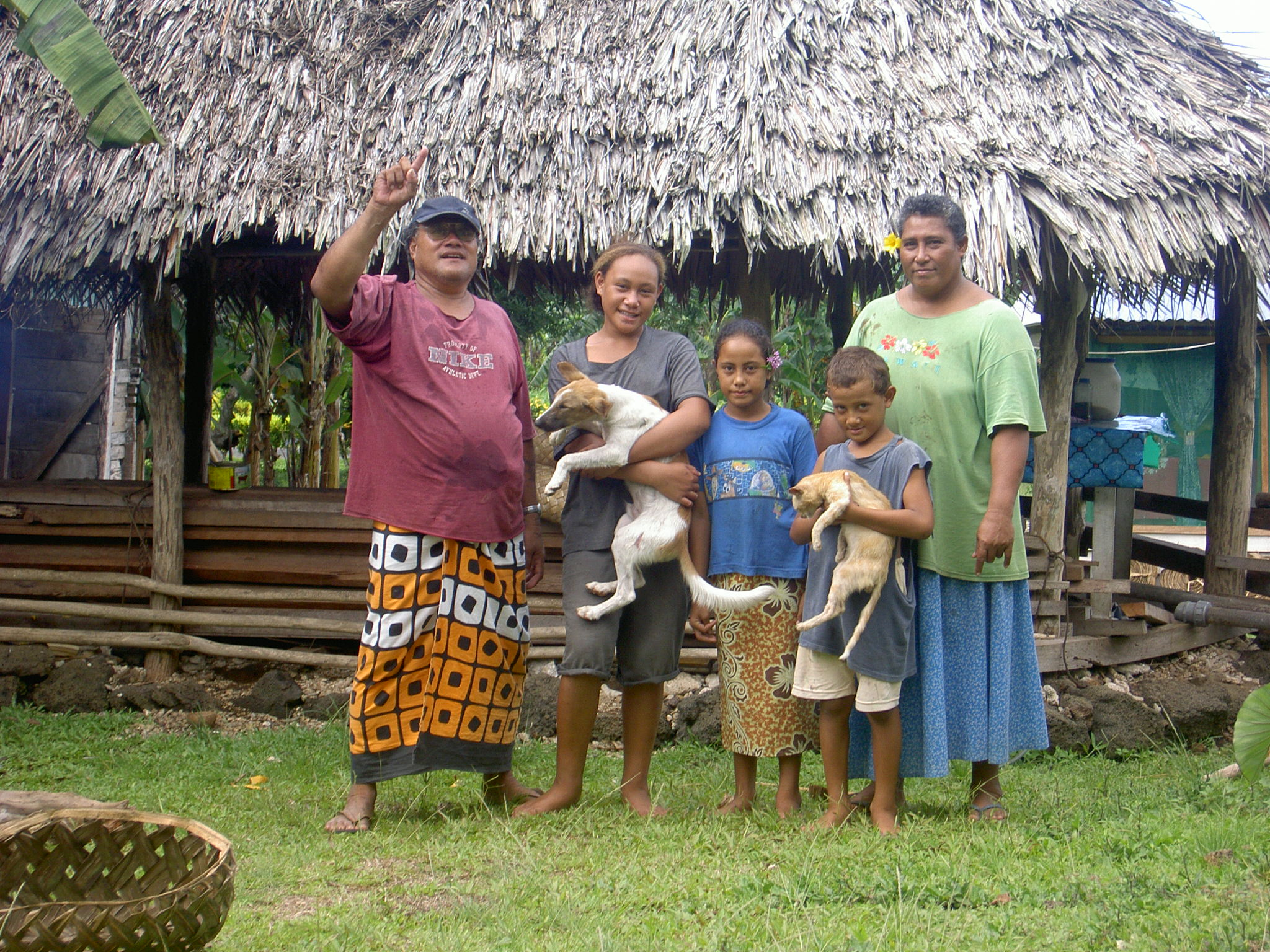
Samoanische Familie

Die Bevölkerung beläuft sich auf ca. 160.000 Einwohner (2021), von denen etwa 36.000 in der Hauptstadt Apia leben.
Die Insel ist in fünf Bezirke unterteilt; Aʻana, Aiga-i-le-Tai, Atua, Tuamasaga und Vaʻa-o-Fonoti.

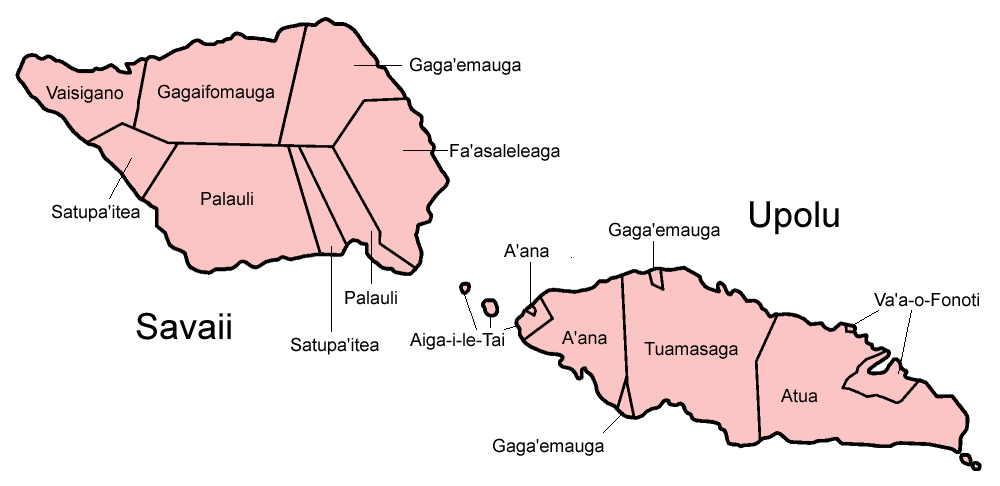
Verwaltungsbezirke Upolus

Der wichtigste Flughafen ist der Faleolo International Airport im Nordwesten. Fagaliʻi (IATA-Code: FGI), 5 km östlich von Apia, ist nur für regionale Flüge zugelassen.
Im Inneren der Insel befindet sich ein Bahaitempel mit einer monumentalen Kuppel und imposanten umliegenden Bauten.